# Minuartia oreina
Minuartia oreina är en nejlikväxtart som först beskrevs av Johannes Mattfeld, och fick sitt nu gällande namn av Boris Konstantinovich Schischkin. Minuartia oreina ingår i släktet nörlar, och familjen nejlikväxter. Inga underarter finns listade i Catalogue of Life.